# وه‌شاپور
وه‌شاپور (پارسی میانه: Wēh-Shāhbur) یکی از فرماندهان نظامی ساسانی در زمان حکومت شاهنشاه خسرو انوشیروان (حک. ۵۳۱–۵۷۹) بود. با توجه به یک مهر باقی‌مانده، او اسپهبد کوست نیمروز بود.